# Karliwka

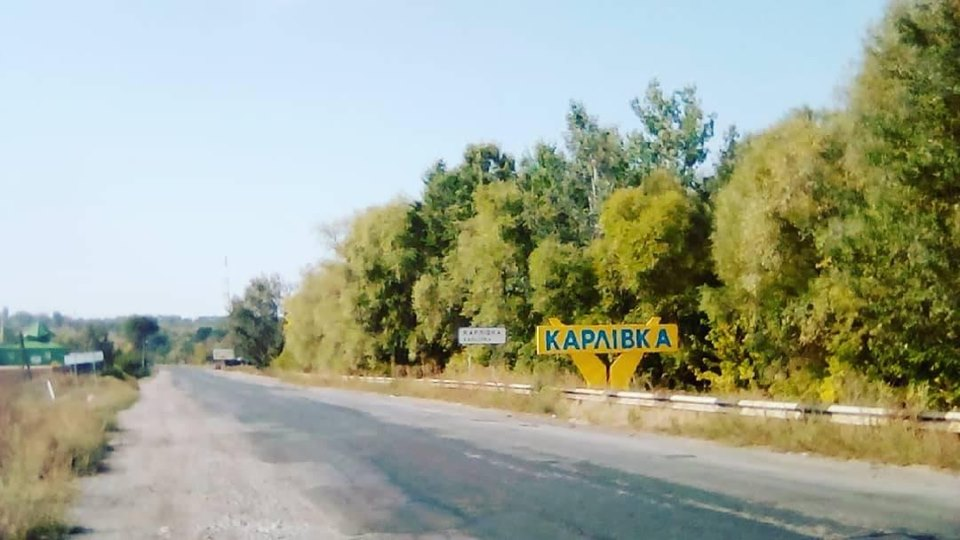

Karliwka (ukr. Карлівка) – miasto na Ukrainie w obwodzie połtawskim, siedziba władz rejonu karliwskiego. Ośrodek przemysłu spożywczego.
Stacja kolejowa.

## Historia
Miasto od 1957.
W 1971 roku liczyło 17.1 tys. mieszkańców.
W 1989 roku liczyło 20 059 mieszkańców.
W 2013 roku liczyło 15 202 mieszkańców.

## Znane osoby pochodzące z Karliwka
- Trofim Łysenko (1898-1976) – radziecki agrobiolog i agronom, twórca pseudonaukowej teorii łysenkizmu
- Nikołaj Podgorny (1903-1983) – radziecki polityk, przewodniczący Prezydium Rady Najwyższej ZSRR (1965-1977)
- Siemion Ignatjew (1904-1983) – radziecki polityk, szef Ministerstwa Bezpieczeństwa Państwowego (1951-1953)